# Liste des députés de Gibraltar
 (décembre 2016).
Si vous disposez d'ouvrages ou d'articles de référence ou si vous connaissez des sites web de qualité traitant du thème abordé ici, merci de compléter l'article en donnant les références utiles à sa vérifiabilité et en les liant à la section « Notes et références ».
Liste des députés de Gibraltar.

## Députés

### 1988-1992

#### Remplacement
| Date | Député sortant | Député sortant    | Parti | Cause     | Député élu | Député élu    | Parti |
| ---- | -------------- | ----------------- | ----- | --------- | ---------- | ------------- | ----- |
| 1991 |                | Peter Montegriffo | GSD   | Démission |            | Peter Caruana | GSD   |

### 1996-2000

#### Remplacement
| Date | Député sortant | Député sortant | Parti | Cause | Député élu | Député élu    | Parti |
| ---- | -------------- | -------------- | ----- | ----- | ---------- | ------------- | ----- |
| 1999 |                | Robert Mor     | GSLP  | Décès |            | Joseph Garcia | GLP   |

### 2000-2003
| Nom | Nom               | Parti | Notes |
| --- | ----------------- | ----- | ----- |
|     | Keith Azopardi    | GSD   |       |
|     | Joseph Baldachino | GSLP  |       |
|     | Joe Bossano       | GSLP  |       |
|     | Ernest Britto     | GSD   |       |
|     | Peter Caruana     | GSD   |       |
|     | Hubert Corby      | GSD   |       |
|     | Yvette Del Agua   | GSD   |       |
|     | Joseph Garcia     | GLP   |       |
|     | Joseph Holliday   | GSD   |       |
|     | Bernard Linares   | GSD   |       |
|     | Steven Linares    | GLP   |       |
|     | Maria Montegriffo | GSLP  |       |
|     | James Netto       | GSD   |       |
|     | Juan Perez        | GSLP  |       |
|     | Reggie Valarino   | GSLP  |       |

### 2003-2007
| Nom | Nom               | Parti | Notes |
| --- | ----------------- | ----- | ----- |
|     | Clive Beltran     | GSD   |       |
|     | Joe Bossano       | GSLP  |       |
|     | Ernest Britto     | GSD   |       |
|     | Charles Bruzon    | GSLP  |       |
|     | Peter Caruana     | GSD   |       |
|     | Yvette Del Agua   | GSD   |       |
|     | Joseph Garcia     | GLP   |       |
|     | Joseph Holliday   | GSD   |       |
|     | Bernard Linares   | GSD   |       |
|     | Steven Linares    | GLP   |       |
|     | Maria Montegriffo | GSLP  |       |
|     | James Netto       | GSD   |       |
|     | Fabian Picardo    | GSLP  |       |
|     | Lucio Randall     | GSLP  |       |
|     | Fabian Vinet      | GSD   |       |

### 2007-2011
| Nom | Nom             | Parti | Notes |
| --- | --------------- | ----- | ----- |
|     | Clive Beltran   | GSD   |       |
|     | Joe Bossano     | GSLP  |       |
|     | Ernest Britto   | GSD   |       |
|     | Charles Bruzon  | GSLP  |       |
|     | Peter Caruana   | GSD   |       |
|     | Neil Costa      | GLP   |       |
|     | Yvette Del Agua | GSD   |       |
|     | Daniel Feetham  | GSD   |       |
|     | Joseph Garcia   | GLP   |       |
|     | Joseph Holliday | GSD   |       |
|     | Gilbert Licudi  | GSLP  |       |
|     | Steven Linares  | GLP   |       |
|     | Joseph Montiel  | GSD   |       |
|     | James Netto     | GSD   |       |
|     | Fabian Picardo  | GSLP  |       |
|     | Edwin Reyes     | GSD   |       |
|     | Fabian Vinet    | GSD   |       |

### 2011-2015
| Nom | Nom                  | Parti | Notes |
| --- | -------------------- | ----- | ----- |
|     | Paul Balban          | GSLP  |       |
|     | Joe Bossano          | GSLP  |       |
|     | Damon Bossino        | GSD   |       |
|     | Charles Bruzon       | GSLP  |       |
|     | Peter Caruana        | GSD   |       |
|     | John Cortes          | GSLP  |       |
|     | Neil Costa           | GLP   |       |
|     | Isobel Ellul-Hammond | GSD   |       |
|     | Daniel Feetham       | GSD   |       |
|     | Selwyn Figueras      | GSD   |       |
|     | Joseph Garcia        | GLP   |       |
|     | Gilbert Licudi       | GSLP  |       |
|     | Steven Linares       | GLP   |       |
|     | James Netto          | GSD   |       |
|     | Fabian Picardo       | GSLP  |       |
|     | Edwin Reyes          | GSD   |       |
|     | Samantha Sacramento  | GSLP  |       |

#### Remplacement
| Date | Député sortant | Député sortant | Parti | Cause | Député élu | Député élu   | Parti |
| ---- | -------------- | -------------- | ----- | ----- | ---------- | ------------ | ----- |
| 2013 |                | Charles Bruzon | GSLP  | Décès |            | Albert Isola | GSLP  |

### 2015-2019
| Nom | Nom                  | Parti | Notes                               |
| --- | -------------------- | ----- | ----------------------------------- |
|     | Paul Balban          | GSLP  |                                     |
|     | Joe Bossano          | GSLP  |                                     |
|     | Roy Clinton          | GSD   |                                     |
|     | John Cortes          | GSLP  |                                     |
|     | Neil Costa           | GLP   |                                     |
|     | Daniel Feetham       | GSD   |                                     |
|     | Joseph Garcia        | GLP   |                                     |
|     | Trevor Hammond       | GSD   |                                     |
|     | Marlene Hassan Nahon | TG    | GSD (2015-2016) puis SE (2016-2018) |
|     | Albert Isola         | GSLP  |                                     |
|     | Gilbert Licudi       | GSLP  |                                     |
|     | Steven Linares       | GLP   |                                     |
|     | Lawrence Llamas      | GSD   | GSD (2015-2017) puis SE (2017-2018) |
|     | Elliott Phillips     | GSD   |                                     |
|     | Fabian Picardo       | GSLP  |                                     |
|     | Edwin Reyes          | GSD   |                                     |
|     | Samantha Sacramento  | GSLP  |                                     |

### 2019-2024
| Nom | Nom                  | Parti | Notes |
| --- | -------------------- | ----- | ----- |
|     | Keith Azopardi       | GSD   |       |
|     | Paul Balban          | GSLP  |       |
|     | Joe Bossano          | GSLP  |       |
|     | Damon Bossino        | GSD   |       |
|     | Roy Clinton          | GSD   |       |
|     | John Cortes          | GSLP  |       |
|     | Vijay Daryanani      | GLP   |       |
|     | Daniel Feetham       | GSD   |       |
|     | Joseph Garcia        | GLP   |       |
|     | Marlene Hassan Nahon | TG    |       |
|     | Albert Isola         | GSLP  |       |
|     | Gilbert Licudi       | GSLP  |       |
|     | Steven Linares       | GLP   |       |
|     | Elliott Phillips     | GSD   |       |
|     | Fabian Picardo       | GSLP  |       |
|     | Edwin Reyes          | GSD   |       |
|     | Samantha Sacramento  | GSLP  |       |

### 2024-2029
| Nom | Nom                 | Parti | Notes |
| --- | ------------------- | ----- | ----- |
|     | Joseph Garcia       | LGP   |       |
|     | Fabian Picardo      | GSLP  |       |
|     | Keith Azopardi      | GSD   |       |
|     | Damon Bossino       | GSD   |       |
|     | Nigel Feetham       | GSLP  |       |
|     | Gemma Arias-Vasquez | GSLP  |       |
|     | John Cortes         | GSLP  |       |
|     | Roy Clinton         | GSD   |       |
|     | Craig Sacarello     | GSD   |       |
|     | Christian Santos    | GSLP  |       |
|     | Patricia Orfila     | GSLP  |       |
|     | Edwin Reyes         | GSD   |       |
|     | Joëlle Ladislaus    | GSD   |       |
|     | Leslie Bruzon       | LGP   |       |
|     | Joe Bossano         | GSLP  |       |
|     | Giovanni Origo      | GSD   |       |
|     | Atrish Sanchez      | GSD   |       |